# Бял-Кладенец (Хасковская область)
Бял-Кладенец (болг. Бял кладенец) — село в Болгарии. Находится в Хасковской области, входит в общину Стамболово. Население составляет 79 человек.
По болг. Бял кладенец означает белый колодец.

## Политическая ситуация
В местном кметстве Бял-Кладенец, в состав которого входит Бял-Кладенец, должность кмета (старосты) исполняет Селим Неджиб Селим (Движение за права и свободы (ДПС)) по результатам выборов.
Кмет (мэр) общины Стамболово — Гюнер Фариз Сербест (Движение за права и свободы (ДПС)) по результатам выборов.